# Shawbost
Shawbost, schottisch-gälisch Siabost, ist eine Ortschaft auf der schottischen Hebrideninsel Lewis and Harris.

## Lage
Shawbost liegt an der Nordwestküste von Lewis, dem Nordteil der Doppelinsel Lewis and Harris. Die nächstgelegenen Siedlungen sind das drei Kilometer nordöstlich gelegene Bragar und das sieben Kilometer südwestlich gelegene Carloway. Stornoway, der Hauptort der Insel, befindet sich 21 Kilometer südöstlich. Shawbost liegt an der aus Stornoway kommenden A858. Shawbost gliedert sich in die drei Siedlungen North Shawbost im Nordosten, South Shawbost im Südwesten und New Shawbost im Südosten. Zwischen North und South Shawbost erstreckt sich die Meeresbucht Loch Shawbost, in die sich der aus Loch Rathacleit abfließende Bach Shawbost River ergießt.

## Geschichte
Die Umgebung weist frühe Besiedlungsspuren auf. Hierzu zählt der zwei Kilometer östlich im Loch Duna gelegene Dun Loch an Duna. Zwei Kilometer westlich befindet sich die Reste des stein- bis bronzezeitlichen Steinkreises Cnoc Laoiran am Nordufer des Loch Raoinavat. Ebenfalls westlich befindet sich die Mühle von Shawbost am Abfluss desselben Sees.
Shawbost verfügt über eine Schule. Das Shawbost Museum, das in der Alten Kirche von Shawbost untergebracht war, wurde zwischenzeitlich geschlossen. Ersteres ist in einem profanierten Kirchengebäude untergebracht, das aus dem mittleren 19. Jahrhundert stammt. Im späten 19. bis frühen 20. Jahrhundert entstanden mit der Steinplattenbrücke von Shawbost über einen Bach bei North Shawbost und der Shawbost Bridge entlang der A858 zwei Brücken in der Ortschaft. Die schlicht neogotisch ausgestaltete Shawbost Free Church entstand im späten 19. Jahrhundert.
Zwischen 1861 und 1881 schwankte die Einwohnerzahl von Shawbost zwischen 312 und 376. Während zwischen 1961 und 1981 ein Einwohnerzuwachs von 496 auf 588 verzeichnet werden konnte, sank die Einwohnerzahl bis 1991 auf 506 ab.